# 江松樺
江松樺（英語：Simon Chiang Sung-hua，1951年—），生於台灣嘉義縣大林鎮，企業家暨公益慈善家。現任昇恆昌董事長。

## 簡歷

### 創業背景
江松溪，現已改名為江松樺，出身臺灣嘉義農家，小學畢業後即北上發展，至皮件工廠擔任學徒，十八歲開設皮包工廠。退伍後，因臺灣皮件外銷市場萎縮，靠自學外語，改從事國際精品代理銷售工作，先後取得多項國際精品品牌之臺灣代理經營權。1995年與友人成立「昇恆昌股份有限公司」，參與台灣國際機場綜合免稅商店的經營，並投注社會公益慈善志業，多次獲得公益獎項。

### 從事公益慈善活動
江松樺以父親江永瑞、母親江許笋（竹尹）及昇恆昌公司之名，創辦三大基金會，從事急難救助、教育及觀光推廣等公益慈善項目。基金會之營運經費，均由江松樺個人所得及企業盈餘提撥捐助，不另對外募款。亦帶領其企業員工從事公益慈善活動，建立「全員志工」的企業文化。而近年較受公眾關注的公益性質活動有「光譜計畫–大專學生觀光公益營提案競賽」以及「無痕昇活–萬人寶島遶淨」等。

## 榮譽
- 2011年 獲得總統府頒發第九屆「國家公益獎」，並為當屆唯一營利團體組獲獎人。[8]
- 2013年 獲得交通部頒發「台灣觀光特別貢獻獎」。[9]
- 2014年 獲得國際媒體The Moodie Davitt Report頒發「人道主義精神獎」。[10]
- 2015年 獲得社團法人中華民國管理科學學會頒發「李國鼎管理獎章」[11]。
- 2018年 獲得Frontier Awards頒發「Lifetime Achievement（終身成就獎）」。[12]
- 2018年 獲得港澳台灣慈善基金會頒發第13屆「2018愛心獎」[13]。